# IDA Pro
IDA Pro  Interactive Disassembler（英語: Interactive Disassembler） ベルギーにてIlfak Guilfanov （英語: Ilfak Guilfanov）が設立したHex-Rays社によって開発され、世界中で使用されているディスアセンブラ。マルウェア解析における静的解析で使用されており、逆アセンブラのデファクトスタンダード。　本プログラムは、コード間の関連性チェックやAPIコール等を利用してプログラムの自動分析を行う。ただ全てが自動で行えるわけでなく、正確性を期すためには人の目での確認も必要となる。